# Їжа богів (фільм)
«Їжа богів» (англ. «The Food of the Gods», 1976) — американський фантастичний фільм жахів режисера Берта Гордона за романом «Їжа богів і як вона прийшла на землю» Герберта Веллса.

## У ролях
- Марджо Гортнер — Морган
- Памела Франклін — Лорна
- Ральф Микер — Джек Бенсингтон
- Джон Сайфер — Браян
- Айда Лупіно — пані Скіннер